# Pojačalo
 Ovo je glavno značenje pojma Pojačalo. Za druga značenja pogledajte Pojačalo (razdvojba).
Pojačalo ili elektroničko pojačalo je elektronički sklop čija je osnovna zadaća da pojača jakost električnog signala. Premda se u svakodnevnom životu pod pojmom pojačala pretežno podrazumijevaju pojačala koja služe reprodukciji zvučnog frekvencijskog područja, visokofrekventna pojačala dijelom su brojnih elektronskih uređaja koji su osnova prijenosa tona, slike ili drugih informacija.

## Povijest
Razvoj elektronike kakvu je danas poznajemo označilo je otkriće elektronske cijevi diode i triode, gdje je trioda bila prvi elektronički aktivni element koji je omogućio pojačanje električnog signala. Otkriće triode imalo je za prirodnu posljedicu cijeli niz otkrića, od pojačala s elektronskim cijevima i radija do televizije i drugih brojnih elektroničkih uređaja. Razvoj elektronike posljedica je nebrojenih otkrića i inovacija koje su početkom pedesetih godina XX stoljeća u elektroničke sklopove uvele najprije germanijev i silicijev bipolarni tranzistor te kasnije usredotočivanjem daljnjeg razvoja elektronike na područje poluvodiča i integrirani krug te unipolarnih tranzistor.

## Pojačalo
Tranzistore i brojne druge elektroničke aktivne elemente možemo same za sebe smatrati upravljanim elektroničkim sklopkama. Propustnom polarizacijom baze tranzistora kao što je to prikazano na slici 1 (dolje) tranzistor postaje vodljiv i propušta električnu struju kroz opterećenje izvedeno u obliku žarulje.
Zamjenom žarulje opteretnim otporom i dovođenjem na ulaz izmjeničnog električnog napona (Slika 2, gore), tranzistor će i dalje moći provesti struju samo u jednom smjeru pojačavajući samo jednu, pozitivnu, poluperiodu izmjeničnog ulaznog signala. Kako svaki aktivni elektronički element mora simetrično pojačavati obje poluperiode električnog signala, dovodi mu se u tu svrhu određeni prednapon (elektronska cijev ili unipolarni tranzistor), odn. struja baze (bipolarni tranzistor). Na taj se način radna točka tranzistora postavlja u radno područje koje se nalazi negdje na sredini prijenosne karakteristike, između zapornog područja i zasićenja.  Slika 3 (gore) pojednostavljeno prikazuje elektronički sklop gdje tranzistor može pojačati obje poluperiode električnog signala. Slike 4 i 5 (gore) prikazuju još dvije izvedbe dovođenja struje baze bipolarnom tranzistoru radi postavljanja radne točke u poželjan položaj. Izvedba na slici 5 je svakako daleko povoljnija jer postiže i toplinsku stabilizaciju kolektorske struje tranzistora.

## Vrste pojačala
Pojačala koja služe reprodukciji signala čujnog, tonfrekvencijskog, područja možemo podijeliti na niskofrekventna pretpojačala čija je zadaća da uz što niži šum naponski pojačaju tonski signal iz mikrofona, magnetske zvučnice gramofona ili tonske glave magnetofona u električni signal podobnih karakteristika za pobudu pretpojačala s tonskim korektorima ili niskofrekventnog pojačala snage koje na kraju elektroakustičkog lanca reprodukcije treba pobuditi zvučnik na reprodukciju zvuka. Pojačala mogu biti izvedena kao pojačala s pojačanjem analognog električnog signala uz ugradnju elektronskih cijevi, bipolarnih ili unipolarnih tranzistora te različitih integriranih krugova. Pojačala, međutim, mogu biti izvedena i kao digitalni uređaji gdje se električni signal procesira u digitalnom obliku.

## Pojačalo s jednim tranzistorom
Pojačalo s jednim tranzistorom djeluje u osnovi kao pretpojačalo i može se izvesti kao pojačalo u spoju zajedničke baze, kolektora ili emitera gdje svaka od spomenutih izvedbi ima neke svoje prednosti i nedostatke. Na prikazanim sklopovima (slike desno) postavljanje radne točke je u sva tri sklopa izvedeno na jednak način i to pomoću otpora {\displaystyle R_{1}}, {\displaystyle R_{2}} i {\displaystyle R_{3}}, gdje otpor {\displaystyle R_{3}} umanjuje toplinsku ovisnost struje kolektora i određuje, ovisno o spoju, i statičke i dinamičke osobine pojačala (ulazni i izlazni otpor, naponsko pojačanje sklopa). Otpor {\displaystyle R_{4}} je radni otpor pojačala i određuje radnu točku pojačala na izlaznoj U/I karakteristici. Otpor {\displaystyle R_{L}} radni otpor pojačala, odn. opterećenje. Mjesto priključka pobudnog naponskog izvora (generatora napona) je prikazano na svakom od sklopova.

### Pojačalo u spoju zajedničke baze
Pojačalo u spoju zajedničke baze ima:
- izrazito mali ulazni otpor (u pravilu manji od 10 Ohma) te velik izlazni otpor,
- strujno pojačanje nešto manje od 1 (tipično 0,99-0,995),
- veliko naponsko pojačanje za mali izmjenični signal, koje ostaje konstantno i na visokim frekvencijama tako da se visokofrekventna pojačala rade u pravilu u spoju zajedničke baze.

### Pojačalo u spoju zajedničkog kolektora
Pojačalo u spoju zajedničkog kolektora ima:
- izrazito velik ulazni otpor (tipično 100 kOhma i više) te izrazito mali izlazni otpor (u pravilu manji od 10 Ohma),
- veliko strujno pojačanje jednako faktoru strujnog pojačanja za mali signal {\displaystyle h_{FE}},
- naponsko pojačanje nešto manje od 1 (tipično 0,99-0,999)

### Pojačalo u spoju zajedničkog emitera
Pojačalo u spoju zajedničkog emitera je na izvjestan način kompromis između pojačala u spoju zajedničke baze i zajedničkog kolektora te se zbog svojih svojstava koristi vrlo često u niskofrekventnim ulaznim stupnjevima pretpojačala i pojačala snage. Za pojačalo u spoju zajedničkog emitara vrijedi da ono ima:
- prihvatljivu veličinu ulaznog otpora (red veličine 1 kOhm) i izlaznog otpora,
- veliko strujno i zadovoljavajuće naponsko pojačanje za mali signal unutar frekvencijskog područja karakterističnog za spektar frekvencija tonskog signala.

Pojačala s jednim tranzistorom ne udovoljavaju zahtjevima visokokvalitetne reprodukcije zvuka te se u niskofrekventnoj tehnici izvode pretpojačala s dva i više tranzistora, gdje se samom konstrukcijom pojačala ispunjavaju svi zahtjevi u pogledu ulazne i izlazne impedancije, nelinearnih izobličenja i svih drugih parametara pojačala.

## Karakteristike pojačala
Karakteristike pojačala, bez obzira da li se radi o analognim ili digitalnim pretpojačalima i pojačalima, trebale bi udovoljavati nizu osnovnih uvjeta povezanih neposredno s kvalitetom reprodukcije tonskog signala. Prije svega to je linearnost amplitudne, odn. frekvencijske karakteristike i s njima u vezi linearnih izobličenja pojačala. Pojačala obzirom na svoje izvedbene mogućnosti ne mogu sva frekvencijska područja prenijeti jednako. Pojačanje pojačala (G, slika desno) u tom smislu ima određen pad u području najnižih i najviših frekvencija. Frekvenciju tonskog signala na kojoj pojačanje pojačala pada za 3 dB naziva se graničnom frekvencijom pojačala, a frekvencijsko područje između tih frekvencija (f1 i f2) prijenosnim frekvencijskim područjem pojačala.
Uz uvjet da pojačalo pojačava tonske signale svih frekvencija jednoliko, pojačalo mora pojačati signal ne unoseći u spektar tonskog signala neke nove komponente. S jedne strane to su signali smetnji, dakle šuma i neželjenih elektromagnetskih smetnji koji trebaju biti potisnuti najmanje 60 dB ispod nominalne razine tonskog signala. Za profesionalne namjene ovi uvjeti su i stroži, gdje je pojava digitalne obrade i reprodukcije tonskog signala postavila nova i daleko kvalitetnija mjerila. Uz signale smetnji pojačala unose u spektar tonskog signala i neke nove sadržaje koji su posljedica nelinearnosti U/I karakteristike aktivnih elektronskih elemenata. U tom smislu razmatraju se i nelinearna izobličenja pojačala, gdje razlikujemo harmonička, intermodulacijska i tranzijentna izobličenja. 
Osnovne karakteristike različitih vrsta pojačala opisane su i njihovim ulaznim i izlaznim otporima, odn. impedancijama, brzinom prijenosa signala za slučaj pobude pojačala električnim signalom oblika Heavysideove step-funkcije te konačno i stabilnošću pojačala u uvjetima kapacitivnog ili induktivnog opterećenja.

## Važnost
Razvoj pojačala činio je zasigurno važan dio razvoja i popularizacije elektronike kao grane elektrotehnike, gdje su slijedno na temelju prvih jednostavnijih sklopova stvoreni sve složeniji, suvremeniji, manji, jeftiniji i efikasniji elektronički sklopovi na svim područjima elektronike da bi elektronika bila danas ovakva kakvu je poznajemo.